# Polyspora luzonica
Polyspora luzonica är en tvåhjärtbladig växtart som först beskrevs av S.Vidal, och fick sitt nu gällande namn av Orel, Peter G.Wilson, Curry och Luu. Polyspora luzonica ingår i släktet Polyspora och familjen Theaceae. Inga underarter finns listade i Catalogue of Life.